# Ветлицька Наталія Ігорівна
Ната́лія І́горівна Ветли́цька (нар. 17 серпня 1964, Москва) — радянська і російська співачка. Одна з колишніх солісток гурту «Міраж». Відома також як кіноакторка, композиторка і поетеса, танцюристка.

## Біографія

### Дитинство та юність

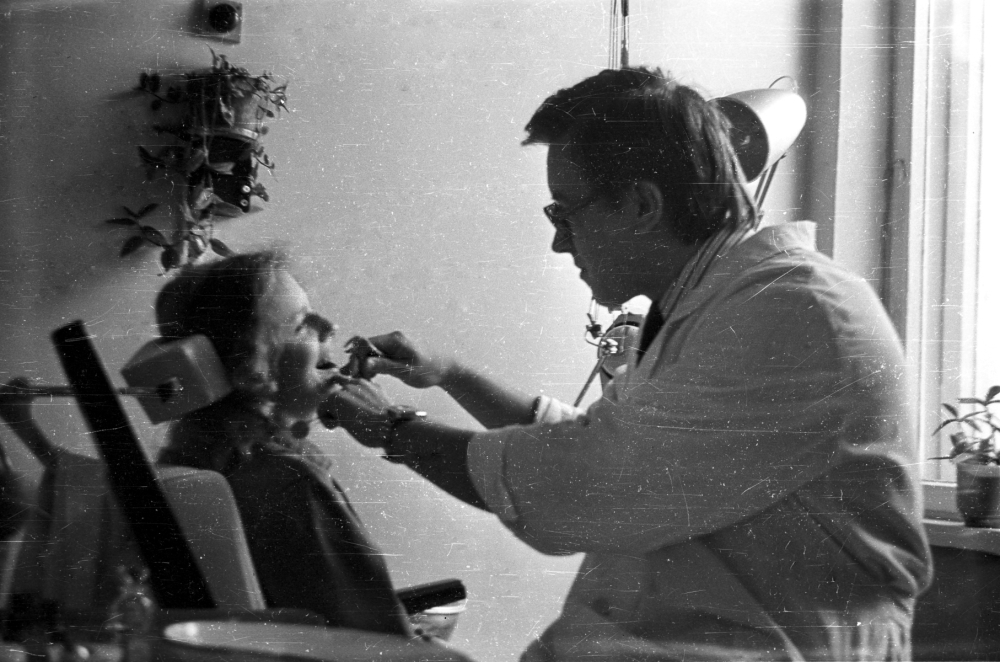
Н. В. Ветлицька у школі № 856. Москва, 1980. Постановочне фото під час лабораторної роботи по темі «фотографування» з фізики

Наталія Ветлицька народилася 17 серпня 1964 року в Москві, в родині фізика-ядерника Ігоря Арсенійовича Ветлицького (10 червня 1935 — 2 травня 2012) і викладача фортепіано Євгенії Іванівни Ветлицької (нар. 15 вересня 1939).
Два брати, молодший — Ігор Ігорович Ветлицький (нар.. 29 червня 1971).
У 10 років Ветлицька почала займатися бальними танцями, а потім вступила до музичної школи по класу фортепіано, яку закінчила в 1979 році. Протягом 10 років, починаючи з 1977, неодноразово брала участь у різних бальних конкурсах.
В 1981 році закінчила середню школу № 856 в Москві. У тому ж році почала самостійно вести школу бальних танців.

### Творчість
Разом з першим чоловіком Павлом Сміяном у 1985—1986 роках працювала в Державному естрадному оркестрі РРФСР під керівництвом Максима Дунаєвського.
У 1985 році на екрани вийшов фільм-катастрофа «Поїзд поза розкладом», в якому прозвучала пісня, виконана Ветлицькою (в титрах Наталія Сміян).
Протягом двох років, починаючи з 1986 року, Ветлицька виступала як танцюристка і бек-вокалістка в колективах «Клас» та «Ідея фікс». Потім перейшла до популярної групи «Рондо» як хореограф, танцюристка та бек-вокалістка, записавши в складі гурту сольно чотири композиції для магнітоальбому «Рондо-86», який вийшов в 1987 році.
В кінці 1987 року Ветлицька взяла участь у записі пісні «Замикаючи коло», яку показали в новорічному телевізійному ефірі.
У 1988 році стала солісткою гурту «Міраж». У складі гурту об'їздила з гастролями багато міст СРСР. Пішовши з групи «Міраж», Ветлицька почала сольну кар'єру. Спробувала записуватися сольно на студії.
У 1992 році вийшов знятий Федором Бондарчуком кліп на пісню «Подивись в очі».
У 1996 році Ветлицька випустила альбом «Раба кохання», пісні з якого постійно перебували в ротації багатьох радіостанцій. Потім вийшов збірник хітів «Кращі пісні».
У 1997 році Наталія Ветлицька виконала одну з головних ролей в музичному фільмі «Нові пригоди Буратіно». Вона записала для фільму дві музичні композиції — «Спи, Карабас» і «Тадж-Махал» в дуеті з Сергієм Мазаєвим, що грав у фільмі кота Базиліо. Також записала дуетом з Максимом Покровським (лідер групи" Ногу свело!) пісню «Річки».
У 2003 році вийшов музичний фільм Максима Паперника «Снігова королева», де Ветлицька зіграла роль Принцеси і заспівала пісню «Ліхтарі» дуетом з Вадимом Азархом. У тому ж році Наталія Ветлицька востаннє виступила на фестивалі «Пісня року», виконавши пісню «Полум'я пристрасті».

### Особисте життя
У четвертому шлюбі з Олексієм, тренером з йоги. Дочка Уляна (нар. 2004). Перший чоловік — Павло Сміян, другий — Женя Бєлоусов, третій — модель Кирило Кірін (свого часу працював адміністратором у Філіпа Кіркорова). Також Ветлицька жила у фактичному шлюбі з Дмитром Маліковим, Павлом Ващєкіним, Владиславом Сташевським, Сулейманом Керімовим, Михайлом Топаловим (бізнесменом і продюсером, батьком Владислава Топалова) та Сергієм Звєрєвим.
Пише музику, складає вірші, займається живописом і дизайном. З 1998 року практикує крія-йогу, відвідує курси Шрі Шрі Раві Шанкара в Індії. Ветлицька займається благодійністю. З 1999 року вона регулярно надає матеріальну допомогу дітям психоневрологічної лікарні № 4, розташованої в селі Нікольському Рузського району Московської області.
З 2004 року, після народження доньки, Наталія Ветлицька живе в Іспанії у власному маєтку в містечку Денія, перебралася туди на постійне місце проживання в 2008 році.

## Громадянська позиція
У серпні 2011 року Наталія опублікувала у своєму блозі «казку», в якій, імовірно, описаний закритий концерт взимку 2008 року для членів уряду на віддаленій і «секретній» резиденції. Стаття критично описує організацію концерту в цілому і, зокрема, поведінку худрука Кремлівського палацу Петра Шаболтая. Також у статті іронічно описується нагородження Володимиром Путіним співака Філіпа Кіркорова званням «Народний артист». Стаття викликала великий резонанс у пресі і через деякий час була видалена з блогу співачки. Після настійних прохань шанувальників співачка повернула публікацію на своїй сторінці в Facebook.
У 2012 році, після смерті свого батька, фізика-ядерника Ігоря Арсенійовича Ветлицького (1935—2012), який 54 роки пропрацював в ІТЕФ, Наталія у своєму блозі звинуватила главу «Росатому» Сергія Кирієнка і директора ІТЕФ Юрія Козлова в цькуванні батька, фінансових махінаціях та умисному розвалі атомної галузі.
У жовтні 2015 року в статті на сайті «Ехо Росії» Наталія Ветлицька виступила з різкою критикою духовної, інформаційної і політичної атмосфери в Росії. У лютому 2016 року написала на своїй сторінці у Facebook: «спостерігаючи за „ватою“, зауважила одну загальну подібність — вони всі, як на підбір, нерозумні й косноязичні».

## Дискографія
- 1992 — Посмотри в глаза
- 1994 — Плейбой
- 1996 — Раба любви
- 1998 — Что хочешь, то и думай
- 1999 — Просто так
- 2004 — Мой любимый…

## Фільмографія

### Вокал
- 1984 — Мері Поппінс, до побачення — бек-вокал (в титрах не вказана), підспівує в пісні «Непогода» (музика Максима Дунаєвського — слова Наума Олєва, виконує Павло Сміян)
- 1985 — Поїзд поза розкладом — вокал, в титрах вказано як Наталія Сміян

### Акторські роботи
- 1997 — Новітні пригоди Буратіно — лисиця Аліса («Спи, Карабас» і «Тадж-Махал» в дуеті з Сергієм Мазаєвим)
- 2003 — Кримінальне танго — клієнтка ворожки
- 2003 — Снігова королева — Принцеса («Фонари» дуетом з Вадимом Азархом)

## Кліпи
- Ласковый май — Белые розы (підтанцьовка)
- Сергій Мінаєв — Карина|Sergey Minaev Karina
- Непогода (дует з Павлом Смеяном)
- Ci Sarà (кавер версия песни Al Bano & Romina Power, дуэт с Павлом Смеяном)
- Ливень (дуэт с Павлом Смеяном)
- Картина любви (дуэт с Павлом Смеяном)
- Попурри: Я не хочу/Эта ночь/Музыка нас связала (перший кліп гурту Міраж)
- Какая странная судьба (дуэт с Дмитром Маліковим)
- Была, не была
- Волшебный сон
- Всё не просто так…
- Глупые мечты
- Душа
- Изучай меня
- Лепестки
- Мальчики
- Playboy
- Половинки
- Посмотри в глаза
- Прохладно-ладно
- Птичка
- Раба любви
- Снежинка (автор музики і тексту Олександр Шкуратов)
- Три дня до сентября
- Ты моя печаль
- Что хочешь, то и думай
- Я жду звонка
- Глаза цвета виски